# Idioma chiwere
El chiwere (también llamado Iowa-Otoe-Missouria o Báxoje-Jíwere-Ñút’achi) es una lengua siux hablada originalmente por los misuris, los otoes y los iowas, que habían migrado desde la región de los Grandes Lagos hacia las Grandes Llanuras del Medio Oeste de los Estados Unidos. En la actualidad no existen hablantes fluyentes de la lengua, sino sólo unos 40 semihablantes.
El chiwere está estrechamente emparentado con el ho-chunk (winnebago). Los misioneros cristianos documentaron por primera vez el chiwere hacia 1830, pero desde entonces apenas se ha publicado sobre esta lengua. Por otra parte, el chiwere ha sufrido un declive progresivo en número de hablantes tras el contacto con los euroamericanos a partir de 1850s, hacia 1940 la lengua casi había dejado de tener uso oral, su último hablantes fluyente Truman Washington Dailey falleció en 1996.

## Aspectos históricos, sociales y culturales

### Nombre de la lengua
La tribu iowa denomina a su lengua Báxoje ich’é o Bah Kho Je (pronunciada [b̥aꜜxodʒɛ itʃʼeꜜ]). Los otoe-missouria la denominan jíwere ich’é (pronunciada [d̥ʒiꜜweɾɛ itʃʼeꜜ]). La grafía chiwere, usada principalmente por los lingüistas, deriva del hecho de que la lengua tiene una aspiración distintiva más que un contraste sonora/sorda (ver la sección de fonología más abajo), de ahí que las consonantes no aspiradas /b̥ d̥ d̥ʒ ɡ̊/ sean invariablemente articuladas como sonoras [b d dʒ ɡ] o sordas [p t tʃ k].
De modo similar la etimología popular de Báxoje es "narices polvorientas", debido al maltentendido de que la primera sílaba bá como pá 'nariz'. Sin embargo, los miembros de la tribu oklahoma lo interpretan como Bah-Kho-Je 'nieve gris', debido a sus tiendas de invierno al cubrirse de nieve se manchaban por el humo del fuego adquiriendo un color gris

## Situación actual
Los dos últimos hablantes fluentes de la lengua murieron en el inverno de 1996, y actualmente sólo existen un puñado de semihablantes (hablantes que no presentan una fluidez y competencia lingüística como equiparable a la de un hablante nativo), la mayor parte de estos semihablantes además tienen una edad avanzada, por lo que se considera que el chiwere es una lengua amenazada de manera crítica. En 2006, se estimó que solo unas cuatro personas de la tribu Otoe-Missouria eran capaces de hablar la lengua, mientras que entre los miembros de la tribu Iowa de Oklahoma el número de hablantes capaces era de unos 30. La tribu Iowa de Oklahoma a organizado talleres de trabajo en el pasado con el fin de revitalizar la lengua en el futuro, han recogido grabaciones de ancianos hablantes pronunciando palabras y recordando viejas canciones. En 2012 la NSF financió un proyecto para proporcionar acceso digital a las grabaciones de audio existentes de hablantes antiguos fluyentes en la lengua The Third Annual Otoe-Missouria Language and Culture Day is planned for September 2012. Los miembros de la tribu Otoe-Missouria también han amparado un programa lingüístico, junto con el departamento de Estudios de los Nativos Americanos de la Universidad de Oklahoma.

## Descripción lingüística

### Fonología
El inventario fonológico del chiwere consta de unas 29 consonantes, tres vocales nasales y cinco vocales orales.
Consonantes
|             |             | Labial | Interdental | Dental | Palatal | Velar | Glotal |
| ----------- | ----------- | ------ | ----------- | ------ | ------- | ----- | ------ |
| Oclusiva    | no-aspirada | p      |             | t      | tʃ      | k     | ʔ      |
| Oclusiva    | aspirada    | pʰ     |             | tʰ     | tʃʰ     | kʰ    |        |
| Oclusiva    | eyectiva    | pʼ     |             | tʼ     | tʃʼ     | kʼ    |        |
| Fricativa   | sorda       |        | θ           | s ~ ʃ  | s ~ ʃ   | x     | h      |
| Fricativa   | sonora      |        | ð           |        |         |       |        |
| Fricativa   | eyectiva    |        | θʼ          | sʼ     |         | xʼ    |        |
| Nasal       | Nasal       | m      |             | n      | ɲ       | ŋ     |        |
| Aproximante | Aproximante | w      |             | ɾ      | j       |       |        |

El fonema /ɾ/ tiene cierto número de alofonos. Puede realizarse como dental [ɾ] (sobre todo en posición medial de palabra), como fricativa (inter)dental  [ð], como lateral [l], como nasal [n], o como oclusiva sonara [d]. La nasal velar /ŋ/ no aparece en posición inicial de palabra, limitándose su aparición a posición mdeia o tras una vocal nasal."